# Decachela dogieli
Decachela dogieli är en havsspindelart som beskrevs av Losina-Losinsky, L.K. 1961. Decachela dogieli ingår i släktet Decachela och familjen Callipallenidae. Inga underarter finns listade i Catalogue of Life.